# ريكي بيل (مغني)
ريكي بيل (بالإنجليزية: Ricky Bell)‏ هو مغني أمريكي، ولد في 18 سبتمبر 1967 في Roxbury, Boston ‏ في الولايات المتحدة.

## وصلات خارجية
- ريكي بيل على موقع IMDb (الإنجليزية)
- ريكي بيل على موقع ميوزك برينز (الإنجليزية)
- ريكي بيل على موقع أول ميوزيك (الإنجليزية)
- ريكي بيل على موقع ديسكوغز (الإنجليزية)
- ريكي بيل على موقع قاعدة بيانات الفيلم (الإنجليزية)